# Landgericht Rain

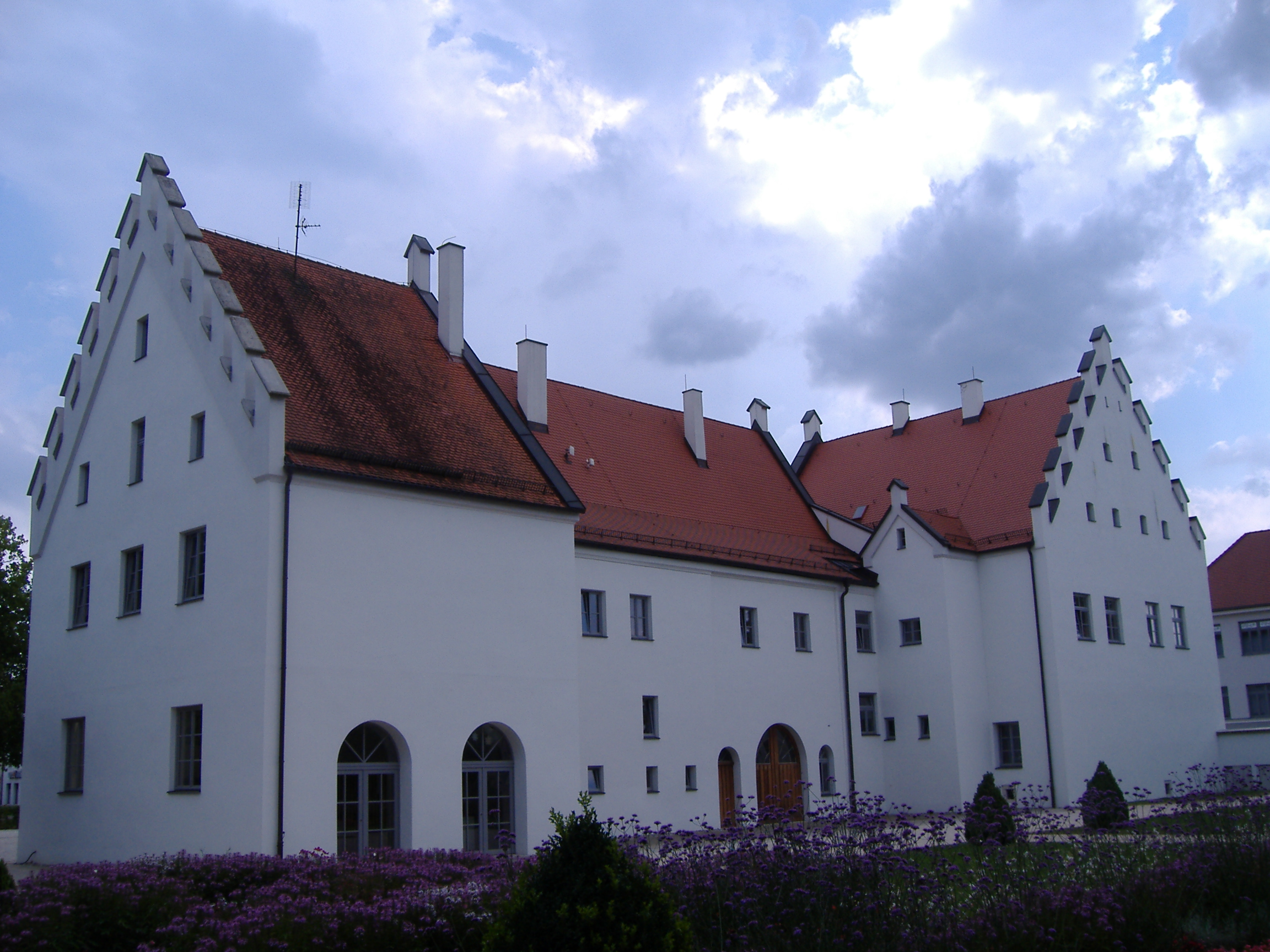
Schloss Rain – Ansicht vom Schlossgarten

Das Landgericht Rain war ein von 1803 bis 1879 bestehendes bayerisches Landgericht älterer Ordnung mit Sitz in Rain im heutigen Landkreis Donau-Ries. Die Landgerichte waren im Königreich Bayern Gerichts- und Verwaltungsbehörden, die 1862 in administrativer Hinsicht von den Bezirksämtern und 1879 in juristischer Hinsicht von den Amtsgerichten abgelöst wurden.

## Geschichte
Im Jahr 1803 wurde im Verlauf der Verwaltungsneugliederung Bayerns das Landgericht Rain errichtet. Dieses kam 1808 zum neu gegründeten Altmühlkreis mit der Hauptstadt Eichstätt, wechselte 1810 zum Oberdonaukreis mit Sitz in Ulm beziehungsweise ab 1817 (Vereinigung mit zwei weiteren Kreisen) in Augsburg und kam 1837 zu Oberbayern. Mit der Zuteilung an das Bezirksamt Neuburg kam der Gerichtsbezirk Rain 1879 zum Kreis Schwaben und Neuburg.
Bei der Organisation der Bezirksämter wurde das Landgericht Rain 1862 mit seinen 42 Gemeinden dem Bezirksamt Aichach zugeordnet. 1879 wurde der Gerichtssprengel Rain – mit Ausnahme von Ebenried, Immendorf, Osterzhausen und Pöttmes – dem Bezirksamt Neuburg zugeordnet.
Gleichzeitig wurde bei der Einführung des Gerichtsverfassungsgesetzes am 1. Oktober 1879 das Amtsgericht Rain eingerichtet, dessen Sprengel sich aus den anderen 38 Gemeinden des früheren Landgerichtsbezirkes Rain zusammensetzte: Bayerdilling, Bergendorf, Bonsal, Buch, Echsheim, Etting, Feldheim, Gempfing, Haselbach, Heimpersdorf, Holzheim, Illdorf, Kühnhausen, Kunding, Mittelstetten, Münster, Neukirchen, Niederschönenfeld, Oberbaar, Oberpeiching, Pessenburgheim, Rain, Reicherstein, Riedheim, Sallach, Schönesberg, Schorn, Stadel, Staudheim, Thierhaupten, Unterbaar, Unterpeiching, Wächtering, Walda, Wallerdorf, Weidorf, Wengen und Wiesenbach.

## Gebäude
Das Landgericht Rain hatte seinen Sitz im Schloss Rain.